# 沖縄県小学校一覧
| 総数                      | 259校・1分校     |
| 国立                      | 1校              |
| 公立                      | 254校・1分校     |
| 私立                      | 4校              |
| 県教育委員会所在地        | 〒900-8571       |
| 沖縄県那覇市泉崎一丁目2-2 |                  |
| 公式サイト                | 沖縄県教育委員会 |

沖縄県小学校一覧（おきなわけんしょうがっこういちらん）は、沖縄県の小学校の一覧。

## 国立小学校
- 琉球大学教育学部附属小学校

## 公立小学校

### 那覇市
- 那覇市立安謝小学校
- 那覇市立城東小学校
- 那覇市立城北小学校
- 那覇市立城西小学校
- 那覇市立城南小学校
- 那覇市立真嘉比小学校
- 那覇市立泊小学校
- 那覇市立大道小学校
- 那覇市立松川小学校
- 那覇市立識名小学校
- 那覇市立壺屋小学校
- 那覇市立若狭小学校
- 那覇市立那覇小学校
- 那覇市立神原小学校
- 那覇市立真和志小学校
- 那覇市立与儀小学校
- 那覇市立城岳小学校
- 那覇市立天妃小学校
- 那覇市立開南小学校
- 那覇市立垣花小学校
- 那覇市立小禄小学校
- 那覇市立高良小学校
- 那覇市立宇栄原小学校
- 那覇市立松島小学校
- 那覇市立古蔵小学校
- 那覇市立上間小学校
- 那覇市立大名小学校
- 那覇市立石嶺小学校
- 那覇市立仲井真小学校
- 那覇市立金城小学校
- 那覇市立曙小学校
- 那覇市立小禄南小学校
- 那覇市立真地小学校
- 那覇市立さつき小学校
- 那覇市立銘苅小学校
- 那覇市立天久小学校

### 宜野湾市
- 宜野湾市立嘉数小学校
- 宜野湾市立宜野湾小学校
- 宜野湾市立志真志小学校
- 宜野湾市立大山小学校
- 宜野湾市立大謝名小学校
- 宜野湾市立普天間小学校
- 宜野湾市立普天間第二小学校
- 宜野湾市立長田小学校
- 宜野湾市立はごろも小学校

### 石垣市
- 石垣市立明石小学校
- 石垣市立新川小学校
- 石垣市立石垣小学校
- 石垣市立伊野田小学校
- 石垣市立大浜小学校
- 石垣市立大本小学校
- 石垣市立川平小学校
- 石垣市立川原小学校
- 石垣市立崎枝小学校
- 石垣市立白保小学校
- 石垣市立登野城小学校
- 石垣市立富野小学校
- 石垣市立名蔵小学校
- 石垣市立野底小学校
- 石垣市立平真小学校
- 石垣市立真喜良小学校
- 石垣市立宮良小学校
- 石垣市立八島小学校
- 石垣市立吉原小学校

### 浦添市
- 浦添市立浦添小学校
- 浦添市立仲西小学校
- 浦添市立神森小学校
- 浦添市立浦城小学校
- 浦添市立牧港小学校
- 浦添市立当山小学校
- 浦添市立内間小学校
- 浦添市立港川小学校
- 浦添市立宮城小学校
- 浦添市立沢岻小学校
- 浦添市立前田小学校

### 名護市
- 名護市立東江小学校
- 名護市立安和小学校
- 名護市立稲田小学校
- 名護市立大北小学校
- 名護市立大宮小学校
- 名護市立久志小学校
- 名護市立久辺小学校
- 名護市立瀬喜田小学校
- 名護市立名護小学校
- 名護市立羽地小学校
- 名護市立真喜屋小学校
- 名護市立屋我地小学校
- 名護市立屋部小学校
  - 名護市立屋部小学校中山分校

### 糸満市
- 糸満市立糸満小学校
- 糸満市立糸満南小学校
- 糸満市立兼城小学校
- 糸満市立喜屋武小学校
- 糸満市立光洋小学校
- 糸満市立米須小学校
  - 糸満市立米須小学校大度分校
- 糸満市立潮平小学校
- 糸満市立高嶺小学校
- 糸満市立西崎小学校
- 糸満市立真壁小学校

### 沖縄市
- 沖縄市立安慶田小学校
- 沖縄市立泡瀬小学校
- 沖縄市立北美小学校
- 沖縄市立越来小学校
- 沖縄市立コザ小学校
- 沖縄市立島袋小学校
- 沖縄市立高原小学校
- 沖縄市立中の町小学校
- 沖縄市立美東小学校
- 沖縄市立美里小学校
- 沖縄市立美原小学校
- 沖縄市立宮里小学校
- 沖縄市立室川小学校
- 沖縄市立諸見小学校
- 沖縄市立山内小学校

### 豊見城市
- 豊見城市立長嶺小学校
- 豊見城市立伊良波小学校
- 豊見城市立豊見城小学校
- 豊見城市立座安小学校
- 豊見城市立とよみ小学校
- 豊見城市立上田小学校
- 豊見城市立豊崎小学校
- 豊見城市立ゆたか小学校

### うるま市
- うるま市立城前小学校
- うるま市立宮森小学校
- うるま市立伊波小学校
- うるま市立川崎小学校
- うるま市立あげな小学校
- うるま市立田場小学校
- うるま市立天願小学校
- うるま市立具志川小学校
- うるま市立兼原小学校
- うるま市立高江洲小学校
- うるま市立中原小学校
- うるま市立赤道小学校
- うるま市立与那城小学校
- うるま市立彩橋小学校
- うるま市立南原小学校
- うるま市立勝連小学校
- うるま市立平敷屋小学校
- うるま市立津堅小学校

### 宮古島市
- 宮古島市立池間小学校
- 宮古島市立狩俣小学校
- 宮古島市立西辺小学校
- 宮古島市立北小学校
- 宮古島市立東小学校
- 宮古島市立平良第一小学校
- 宮古島市立南小学校
- 宮古島市立久松小学校
- 宮古島市立鏡原小学校
- 宮古島市立下地小学校
- 宮古島市立上野小学校
- 宮古島市立砂川小学校
- 宮古島市立西城小学校
- 宮古島市立城辺小学校
- 宮古島市立福嶺小学校
- 宮古島市立伊良部島小学校

### 南城市
- 南城市立佐敷小学校
- 南城市立馬天小学校
- 南城市立玉城小学校
- 南城市立百名小学校
- 南城市立船越小学校
- 南城市立大里北小学校
- 南城市立大里南小学校
- 南城市立知念小学校
- 南城市立久高小学校

### 国頭郡

#### 国頭村
- 国頭村立辺土名小学校
- 国頭村立奥間小学校
- 国頭村立北国小学校
- 国頭村立佐手小学校
- 国頭村立奥小学校
- 国頭村立安田小学校
- 国頭村立安波小学校

#### 大宜味村
- 大宜味村立大宜味小学校

#### 東村
- 東村立高江小学校
- 東村立東小学校
- 東村立有銘小学校

#### 今帰仁村
- 今帰仁村立今帰仁小学校
- 今帰仁村立兼次小学校

#### 本部町
- 本部町立本部小学校
- 本部町立伊豆味小学校
- 本部町立水納小学校

#### 恩納村
- 恩納村立安冨祖小学校
- 恩納村立喜瀬武原小学校
- 恩納村立恩納小学校
- 恩納村立仲泊小学校
- 恩納村立山田小学校

#### 宜野座村
- 宜野座村立松田小学校
- 宜野座村立宜野座小学校
- 宜野座村立漢那小学校

#### 金武町
- 金武町立中川小学校
- 金武町立金武小学校
- 金武町立嘉芸小学校

#### 伊江村
- 伊江村立伊江小学校
- 伊江村立西小学校

### 中頭郡
- 読谷村立喜名小学校
- 読谷村立古堅小学校
- 読谷村立古堅南小学校
- 読谷村立読谷小学校
- 読谷村立渡慶次小学校
- 嘉手納町立屋良小学校
- 嘉手納町立嘉手納小学校
- 北谷町立北谷小学校
- 北谷町立北谷第二小学校
- 北谷町立北玉小学校
- 北谷町立浜川小学校
- 北中城村立島袋小学校
- 北中城村立北中城小学校
- 中城村立中城小学校
- 中城村立中城南小学校
- 中城村立津覇小学校
- 西原町立西原東小学校
- 西原町立西原小学校
- 西原町立西原南小学校
- 西原町立坂田小学校

### 島尻郡
- 与那原町立与那原小学校
- 与那原町立与那原東小学校
- 南風原町立南風原小学校
- 南風原町立翔南小学校
- 南風原町立北丘小学校
- 南風原町立津嘉山小学校
- 渡嘉敷村立渡嘉敷小学校
- 座間味村立座間味小学校
- 座間味村立阿嘉小学校
- 座間味村立慶留間小学校
- 粟国村立粟国小学校
- 渡名喜村立渡名喜小学校
- 南大東村立南大東小学校
- 北大東村立北大東小学校
- 伊平屋村立伊平屋小学校
- 伊平屋村立野甫小学校
- 伊是名村立伊是名小学校
- 久米島町立比屋定小学校
- 久米島町立仲里小学校
- 久米島町立久米島小学校
- 久米島町立美崎小学校
- 久米島町立清水小学校
- 久米島町立大岳小学校
- 八重瀬町立東風平小学校
- 八重瀬町立白川小学校
- 八重瀬町立新城小学校
- 八重瀬町立具志頭小学校

### 宮古郡
- 多良間村立多良間小学校

### 八重山郡
- 竹富町立竹富小学校
- 竹富町立小浜小学校
- 竹富町立黒島小学校
- 竹富町立大原小学校
- 竹富町立上原小学校
- 竹富町立西表小学校
- 竹富町立白浜小学校
- 竹富町立船浮小学校
- 竹富町立鳩間小学校
- 竹富町立波照間小学校
- 与那国町立与那国小学校
- 与那国町立比川小学校
- 与那国町立久部良小学校

## 私立小学校
- 沖縄三育小学校
- 沖縄カトリック小学校
- 海星小学校
- 沖縄アミークスインターナショナル小学校